# Fay Kellogg
Fay Kellogg (Milton, Pensilvania, Estados Unidos, 1871-Brooklyn, 10 de julio de 1918) arquitecta, sufragista y defensora de los derechos de las mujeres.Viajó a estudiar a París donde gracias a sus esfuerzos el gobierno francés aprobó una ley para permitir que las mujeres estudiaran en la École des Beaux Arts. En 1903 fundó su propia firma y se convirtió en una especialista en construcción en acero.

## Primeros años
Kellogg nació en Milton, Pensilvania, un pequeño pueblo que hasta el día de hoy no sobrepasa los diez mil habitantes. Su intención era convertirse en médica y comenzó sus estudios en la Columbian College, ahora la Universidad George Washington, en Washington D. C., hasta que por insistencia de su padre cambió de carrera y se dedicó a estudiar arquitectura. Comenzó sus estudios con un profesor alemán con el que estudió durante dos años las materias de dibujo y matemáticas.

## Trayectoria

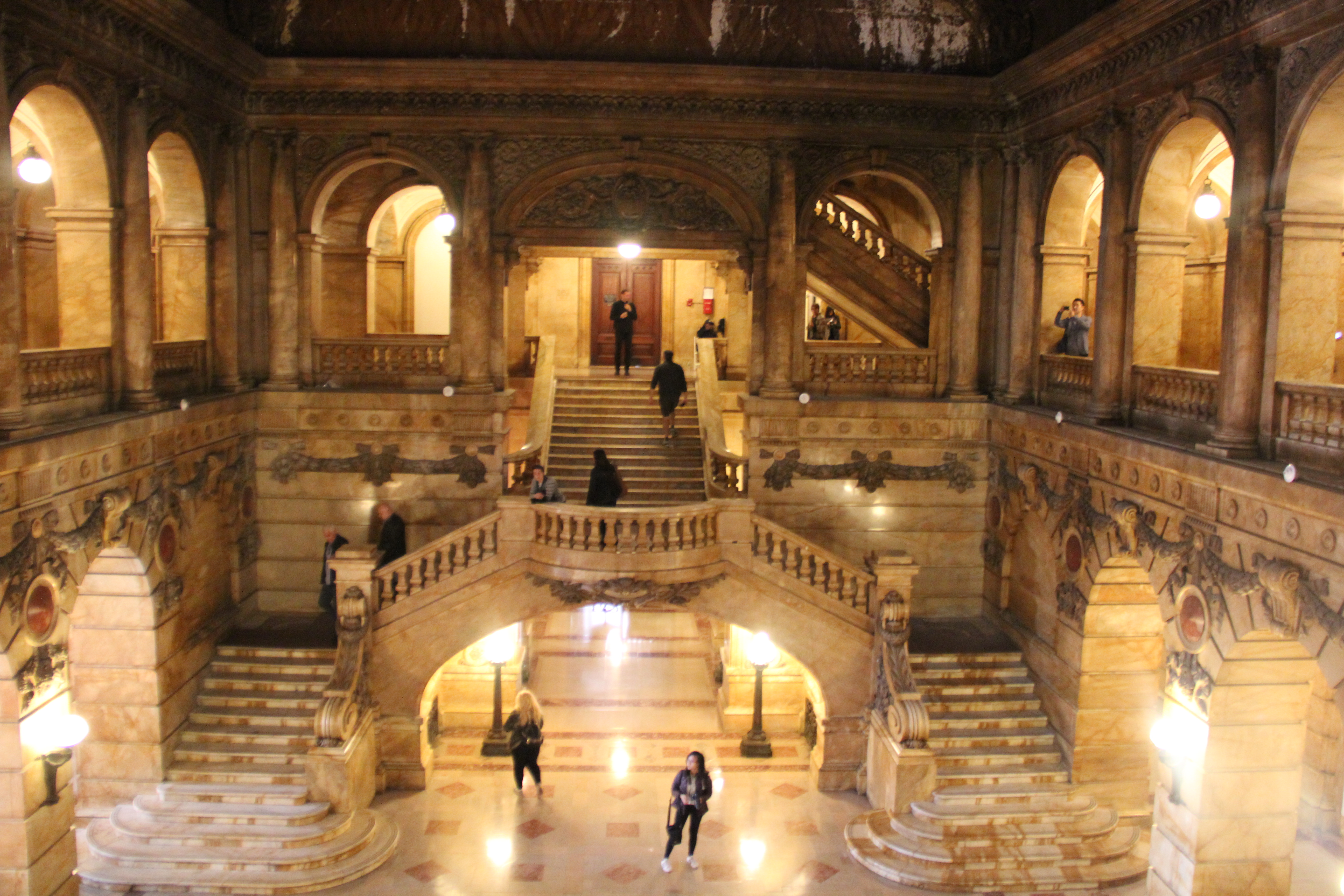
Escalera doble del Hall of the Records, diseñada por Fay Kellogg

Previo a su partida hacia París, Kellogg trabajó con las firmas R.K. Davis y Carrere and Hastings. En París se relacionó con el taller de Marcel de Monclos. Durante su estancia de dos años en París, Kellogg destacó por su trabajo en arquitectura y abogó por la admisión de las mujeres en la Ecole de Beaux Arts. En parte debido a sus esfuerzos, el gobierno francés aprobó una ley para permitir que las mujeres estudiaran allí. A pesar de que la ley llegó demasiado tarde para que ella misma pudiera hacer uso de la oportunidad. El hecho fue muy positivo ya que abrió paso a muchas mujeres aspirantes a convertirse en arquitectas, como fue el caso de Julia Morgan, la primera mujer en graduarse en la Ecole des Beaux Arts en 1903.
Luchadora por los derechos de las mujeres, Kellogg fue también defensora del voto femenino. Durante un discurso de la líder activista Emmeline Pankhurst en el Carnegie Hall en 1909, Kellogg fue la única arquitecta entre las profesionales sentadas en el escenario.
Al regresar a los Estados Unidos en 1900, se unió a la firma de un reconocido arquitecto de Nueva York, John R. Thomas, donde colaboró con el diseño, preparación de dibujos y supervisión de la construcción para el Hall of Records en Manhattan, un edificio estilo Beaux Arts que hoy es parte del U.S. National Register of Historic Places. Kellogg diseñó la destacada escalera en el atrio del edificio y tuvo la idea de colocar estatuas de los primeros gobernadores holandeses como Peter Stuyvesant en la fachada del edificio para que vieran frente a ellos la evolución de la ciudad moderna.
Después de la muerte de Thomas en 1901, comenzó a trabajar por su cuenta y fundó su propia firma en 1903, estableciéndose como especialista en construcción de acero. Uno de sus primeros encargos como arquitecta independiente fue la renovación y construcción de siete edificios en Park Place, Manhattan, para la American News Company, y llegó a obtener todos los encargos de construcción y remodelación de esta compañía en Estados Unidos.
Kellogg también ayudó a diseñar el Woman’s Memorial Hospital en Brooklyn, y cientos de otros edificios y casas de campo. Diseñó además estaciones de tren, estructuras en campos militares durante la Primera Guerra Mundial, un rascacielos en San Francisco y trabajó como arquitecta contratada para un promotor inmobiliario en Long Island.
Fay Kellogg estableció un importante vínculo profesional con dos de las arquitectas más renombradas de la época: Julia Morgan (1872-1957) y Katherine C. Budd (1860-1951). Morgan y Kellogg probablemente se conocieron cuando ambos vivían en París tratando de ingresar a la Ecole-des-Beaux-Arts y posiblemente presentó a Morgan y Budd en Nueva York. Esto pudo haber sido el comienzo de la relación que llevó a las tres mujeres a trabajar en el proyecto de las Hostess Houses. En 1917, la Asociación Cristiana de Mujeres Jóvenes (YWCA) realiza el encargo a Katherine Budd de la puesta en marcha de todos los proyectos Hostess House de Estados Unidos y esta divide territorialmente los encargos, asignando a Morgan los proyectos en Occidente, a Kellogg los del Este, y ella toma los del medio oeste del país.
Kellogg tenía una granja de seis hectáreas en Long Island donde solía pasar temporadas durante el año con la intención de retirarse finalmente allí. Era una mujer atlética, participaba en esgrima, juegos de baloncesto, golf, boxeo, lucha libre y actividades ecuestres. Sin embargo un quebranto en su salud en la primavera de 1918, mientras supervisaba la construcción de las casas para la Asociación Cristiana de Mujeres Jóvenes en Camp Gordonde en Atlanta, deterioró su salud, Murió en julio de 1918 en su casa en Brooklyn.

## Obras
- Supervisión de la construcción para el Hall of Records en Manhattan.
- Renovación y construcción de siete edificios en Park Place, Manhattan, para la American News Company.
- Woman’s Memorial Hospital en Brooklyn.
- Casas para la Asociación Cristiana de Mujeres Jóvenes